# Internet Infidels Inc
Internet Infidels Inc., sv. ungefär otrogna på Internet, är en amerikansk ideell organisation som har till syfte att propagera för en naturalistisk världsåskådning. Organisationen som startades 1995 i ett studenthem i Texas driver en  webbplats där man i huvudsak publicerar texter som argumenterar för organisationens syfte.